# Dischidia lancifolia
Dischidia lancifolia är en oleanderväxtart som beskrevs av Elmer Drew Merrill. Dischidia lancifolia ingår i släktet Dischidia och familjen oleanderväxter. Inga underarter finns listade i Catalogue of Life.